# Holocranaus
Holocranaus is een geslacht van hooiwagens uit de familie Cranaidae.
De wetenschappelijke naam Holocranaus is voor het eerst geldig gepubliceerd door Roewer in 1913. 

## Soorten
Holocranaus omvat de volgende 12 soorten:
- Holocranaus albimarginis
- Holocranaus angulus
- Holocranaus bordoni
- Holocranaus calcar
- Holocranaus calus
- Holocranaus conspicuus
- Holocranaus laevifrons
- Holocranaus longipes
- Holocranaus luteimarginatus
- Holocranaus pectinitibialis
- Holocranaus rugosus
- Holocranaus simplex